# Tweede Kamerverkiezingen 1972/Kandidatenlijst/D'66
De kandidatenlijst voor de Tweede Kamerverkiezingen 1972 van D'66 was als volgt:

## Landelijke kandidaten
- vet: verkozen
- schuin: voorkeurdrempel overschreden

1. Hans van Mierlo - 240.461 stemmen
2. Hans Gruijters - 22.073
3. Anneke Goudsmit - 30.023
4. Aar de Goede - 1.150
5. Jan Beekmans - 637
6. Jan Terlouw - 1.715
7. Wil Wilbers[1] - 886
8. Sef Imkamp[1] - 1.516
9. Erwin Nypels[1] - 329
10. Govert Nooteboom[1] - 501
11. Erik Visser - 233
12. Maarten Engwirda - 250
13. J. Mentink - 501
14. A.E.M. Desain - 1.275
15. J.F. Jansen - 338
16. Bert Schwarz - 131
17. Chel Mertens - 222
18. A.M. Schoutsen-Jansen van Galen - 723
19. J.G.H. de Vaan - 219
20. S. Schuijer - 325

## Regionale kandidaten
De plaatsen 21 t/m 30 op de lijst waren per stel kieskringen verschillend ingevuld.

### 's-Hertogenbosch, Tilburg, Middelburg, Maastricht
1. P.C. Tielrooij - 484
2. W.L. Sluis - 276
3. A. Janszen - 42
4. M.J.H. Wouters - 341
5. G.B. van Dijk - 35[2]
6. A.H. van Stratum - 88
7. A.A. van Dijke - 48
8. M.J. Rottier - 23
9. P.W. van Baarsel - 9[2]
10. D. Bark - 58[2]

### Arnhem, Nijmegen, Leeuwarden, Zwolle, Groningen, Assen
1. R.J. Ovezall - 106[3]
2. E. Bruins - 187
3. S. Noordhoff - 130
4. P.A. van Gent - 17
5. J.A. Nagtegaal - 11
6. P.F.J. van Burg - 59
7. M.A. van der Wijst - 45
8. J.H. Lambers - 75
9. G.S. van Boetzelaer - 28
10. D. Faber - 172

### Rotterdam, 's-Gravenhage, Dordrecht
1. P.W. van Baarsel - 48[2]
2. D. Bark - 30[2]
3. K.P. Bloema - 19
4. J.C. Schippers - 67
5. Elizabeth Schmitz - 263
6. R. Schieven - 21
7. M.N.J.A.M. van den Wildenberg - 41
8. A.L. Goossens - 35
9. J. Weening - 38
10. C.H. van der Tak - 191

### Leiden, Haarlem, Utrecht
1. G.B. van Dijk - 85[2]
2. R. Bloemhof - 18
3. Arend Meerburg - 13
4. L.A. van Montfoort - 17
5. C.G.M. van Rossem - 60
6. K. Grool - 7
7. G.M.A. Lekkerkerker - 31
8. Ad Bestman - 21
9. W. Maarse - 28
10. D.H. Koppel - 85

### Amsterdam, Den Helder
1. D.R. Blijleve - 11
2. J.P. van Hemert - 22
3. G.J. Le Belle - 32
4. A. Icke - 65
5. G.H.E. van het Groenewoud - 6
6. W.S.A. Dukker - 3
7. P.W. van Baarsel - 1[2]
8. D. Bark - 0[2]
9. G.B. van Dijk - 8[2]
10. R.J. Ovezall - 31[3]

PvdA · KVP · VVD · ARP · D'66 · CHU · DS'70 · CPN · SGP · PPR · GPV · PSP · DMP · NMP · Boerenpartij · RKPN · Partij van het Recht · Anti-Woningnood Aktie · Lijst 17 (kieskringen X en XI) · Nieuwe Roomse Partij
1967 · 1971 · 1972 · 1977 · 1981 · 1982 · 1986 · 1989 · 1994 · 1998 · 2002 · 2003 · 2006 · 2010 · 2012 · 2017 · 2021 · 2023